# مشاع ۱ سلیمان‌آباد شهرک بلوچ
مشاع ۱ سلیمان‌آباد شهرک بلوچ روستایی در دهستان علی‌آباد بخش مرکزی شهرستان عنبرآباد استان کرمان ایران است.

## جمعیت
این روستا در دهستان علی‌آباد قرار دارد و براساس سرشماری مرکز آمار ایران در سال ۱۳۸۵، جمعیت آن ۹۶ نفر (۱۸ خانوار)، بر اساس سرشماری مرکز آمار ایران در سال ۱۳۹۰، جمعیت آن ۹۷ نفر (۲۶ خانوار) و بر اساس سرشماری مرکز آمار ایران در سال ۱۳۹۵، جمعیت آن ۸۷ نفر (۲۵ خانوار) بوده‌است.   